# Nane Zavagno
Nane Zavagno (San Giorgio della Richinvelda, 29 febbraio 1932 – Spilimbergo, 11 gennaio 2025) è stato un artista italiano.

## Biografia

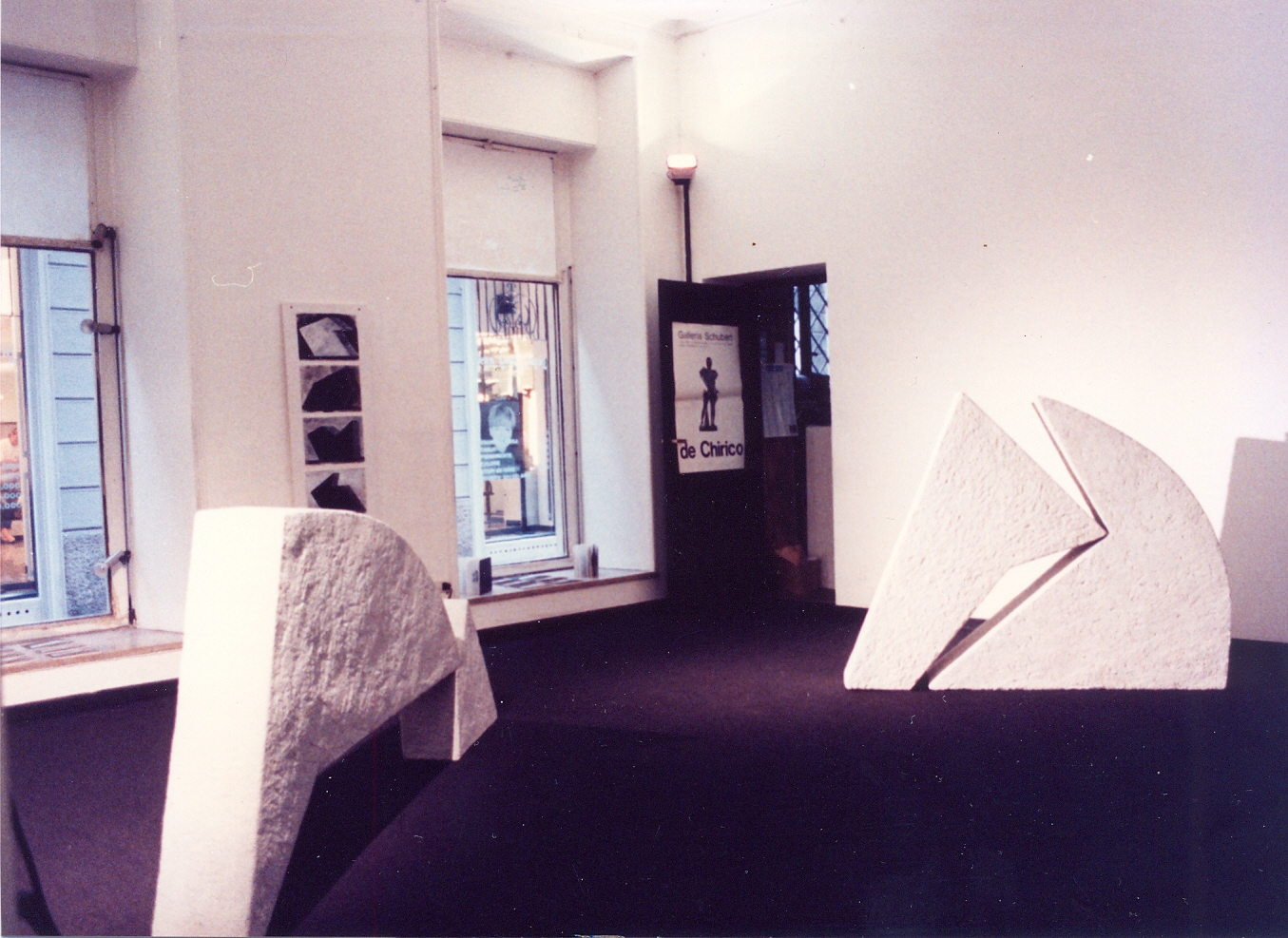
Allestimento mostra a Milano 1989

Dopo aver insegnato alla scuola Mosaicisti di Spilimbergo, nella quale si era formato, insegna Arti plastiche a Udine. Espone già dal 1959 alla Biennale di Padova e nel 1962 alcune sue opere sono segnalate dalla Revue Moderne des arts et de la vie. Tra il 1966 e il 1973 realizza una serie di rosoni con i sassi del fiume Tagliamento.
Esposto due volte negli anni '70 e '80 al Grand Palais, nel 1995 e nel 2011 all'Esposizione internazionale d'arte di Venezia, e inoltre al Museo d'Arte italiana in Perù, al Palazzo dei Ricevimenti e dei Congressi, al Trevi Flash Art Museum oltre ad altre mostre collettive e personali sia in Italia che all'estero. A lui sono stati dedicati alcuni libri. Ricevette recensioni sia da riviste italiane che estere. Di lui hanno scritto Enrico Crispolti, Elio Bartolini, Martina Corgnati, Amedeo Giacomini, Tito Maniacco, Vittorio Sgarbi, Giuseppe Zigaina, Ida Vallerugo, Tonko Maroevic e altri. Nel 2011 la sua opera esposta alla Biennale di Trieste è stata la seconda più cara all'asta, non superando solo quella di Rossana Longo.